# نظرية القوة الحيوية
إن «نظرية القوة الحيوية» هي الآلية المقترحة لصعود النسغ عبر أنسجة الخشب في النباتات.
وفقًا لنظرية القوة الحيوية، فإن توصيل الماء لأعلى وعاء نسيج الخشب يحدث نتيجة للنشاط الحيوي لـالخلايا الحية في النسيج الخشبي.
وقد اقترح جاجاديش تشاندرا بوس آلية لصعود النسغ في عام 1927؛ حيث اكتشف 'نبضات' أو تذبذبات كهربائية في الجهد الكهربائي الكامن، وانتهى إلى الاقتناع بأنه عند اقتران هذه الحركات الإيقاعية في نبات كورداليوكاليكس الحركي الذي يشبه التلغراف (الذي عرف فيما بعد باسم ديسموديوم). واستنادًا إلى نظرية بوس، فإن "النبضات التي تشبه الموجات العادية في أي خلية بها جهد كهربائي كامن وضغط اكتناز كانت شكلاً ذاتيًا من إشارات الخلايا. كما كان يرى أن الخلايا الحية في البطانة الداخلية للأنسجة الخشبية تقوم بضخ المياه عن طريق حركات انقباضية وانبساطية مماثلة لجهاز القلب والدورة الدموية في الحيوان.
ولم تلقَ هذه الآلية دعمًا كبيرًا، وعلى الرغم من بعض الجدل الدائر، فإن الأدلة تؤيد بقوة نظرية التماسك والتوتر في آلية صعود النسغ.

## وصلات خارجية
- Bioelectricity and the rhythms of sensitive plants – The biophysical research of Jagadis Chandra Bose